# Шабалин, Григорий Иосифович
Григо́рий Ио́сифович Шабали́н (19 августа 1922, Халтурино, Сернурский кантон, Марийская автономная область, РСФСР — 22 августа 1995, Ташкент, Узбекистан) — советский военный деятель. В годы Великой Отечественной войны — командир артиллерийской батареи, дивизиона 460-го истребительно-противотанкового артиллерийского полка 7-й армии на Ленинградском и Карельском фронте, капитан (1942—1945); подполковник. В 1944 году представлен к ордену Ленина, но награждён орденом Красного Знамени. Член ВКП(б) с 1943 года.

## Биография
Родился 19 августа 1922 года в деревне Халтурино ныне Мари-Турекского района Марий Эл в крестьянской семье.
В сентябре 1940 года призван в РККА, окончил Сумское артиллерийское училище. Участник Великой Отечественной войны с февраля 1942 года: командир артиллерийской батареи, дивизиона 460-го истребительно-противотанкового артиллерийского полка 7-й армии на Ленинградском и Карельском фронте, капитан. Участник битвы за Москву. Наблюдательный артиллерист-разведчик: действуя во взаимодействии с пехотой, нередко опережал её и занимал с батареей передовые позиции с риском для жизни, нанося большой урон врагу. Хорошо владел и винтовкой: в одном бою уничтожил 12 солдат и офицеров. В 1943 году вступил в ВКП(б). В мае 1945 года участвовал в Пражской операции. Был дважды ранен. Награждён орденами Красного Знамени, Отечественной войны I степени, Красной Звезды и медалями.
После войны продолжил службу в артиллерии: заместитель командира полка, подполковник. В 1961—1963 годах служил в РВСН на Байконуре. После выхода в отставку в августе 1963 года — в Ташкенте: сотрудник Республиканской школы ДОСААФ. Награждён орденами Отечественной войны I степени, Красной Звезды и медалями, в том числе медалью «За боевые заслуги».
Скончался 22 августа 1995 года в Ташкенте.

## Военные награды
- Орден Красного Знамени (30.11.1944) — представлен к ордену Ленина [3]
- Орден Отечественной войны I степени (19.03.1944, 06.04.1985)[3][4]
- Орден Красной Звезды (15.06.1943, 30.12.1956)[3]
- Медаль «За боевые заслуги» (05.11.1952)[3]
- Медаль «За оборону Москвы» (01.05.1944)[3]
- Медаль «За победу над Германией в Великой Отечественной войне 1941—1945 гг.» (09.05.1945)[3]
- Медаль «Двадцать лет Победы в Великой Отечественной войне 1941—1945 гг.»
- Медаль «Тридцать лет Победы в Великой Отечественной войне 1941—1945 гг.»
- Медаль «Сорок лет Победы в Великой Отечественной войне 1941—1945 гг.»
- Медаль «За воинскую доблесть. В ознаменование 100-летия со дня рождения Владимира Ильича Ленина» (1970)[3]